# ゴンサーロ・ロペス＝ガイェゴ
ゴンサーロ・ロペス＝ガイェゴ（Gonzalo López-Gallego、1973年6月27日 - ）は、スペインの映画監督、映画編集技師。
マドリード出身。1994年に短編映画監督としてデビュー。ハリウッド映画『アポロ18』を監督したことで知られる。

## 主な監督作品
- NAKED マン・ハンティング El rey de la montaña (2007) 脚本、編集も
- オープン・ウォーター 第3の恐怖 La piel azul (2010) テレビミニシリーズ、編集も
- アポロ18 Apollo 18 (2011) 編集も
- オープン・グレイヴ 感染 Open Grave (2013) 編集も
- エッジ・オブ・バイオレンス The Hollow Point (2016) 編集も
- バックドラフト2/ファイア・チェイサー Backdraft 2 (2019) オリジナルビデオ、編集も